# Rhynchospora ebracteata
Rhynchospora ebracteata är en halvgräsart som först beskrevs av Paul Carpenter Standley, och fick sitt nu gällande namn av Hans Heinrich Pfeiffer. Rhynchospora ebracteata ingår i släktet småag, och familjen halvgräs. Inga underarter finns listade i Catalogue of Life.